# Аржантјер
Аржантјер (фр. Argentières) је насељено место у Француској у региону Париски регион, у департману Сена и Марна.
По подацима из 2011. године у општини је живело 395 становника, а густина насељености је износила 153,7 становника/km².

## Демографија
| 1962. | 1968. | 1975. | 1982. | 1990. | 2011. |
| ----- | ----- | ----- | ----- | ----- | ----- |
| 121   | 157   | 242   | 230   | 276   | 395   |